# Okres Košice-okolí
Okres Košice-okolí (slovensky Košice-okolie) je jeden z okresů Slovenska. Leží v Košickém kraji, v jeho centrální části, tvoří okolí hlavního města kraje Košice, které tvoří samo několik dalších okresů. Na severu hraničí s okresem Prešov, na jihu s Maďarskem, na východě s okresem Vranov nad Topľou a okresem Trebišov a na západě s okresy Gelnica a Rožňava.